# Себекхотеп V
Мерхотепра Себекхотеп V — давньоєгипетський фараон з XIII династії.

## Життєпис
Імовірно, Себекхотеп V був сином фараона Себекхотепа IV та його дружини Тьян.
Відповідно до Туринського царського папірусу Себекхотеп V був наступником Себекхотепа IV та правив 4 роки, 8 місяців і 29 днів.
Через таке нетривале правління він не встиг залишити по собі жодних значимих пам'ятників та відомий, в основному, за амулетами-скарабеями з його іменем, а також за Туринським і Карнакським царськими списками. Проте, збереглась одна практично ціла статуя Себекхотепа V, що нині зберігається у Єгипетському музеї в Берліні.